# Santa Ana Zirosto
Santa Ana Zirosto är en ort i Mexiko.   Den ligger i kommunen Uruapan och delstaten Michoacán de Ocampo, i den södra delen av landet, 300 km väster om huvudstaden Mexico City. Santa Ana Zirosto ligger 2 034 meter över havet och antalet invånare är 1 634.
Terrängen runt Santa Ana Zirosto är huvudsakligen kuperad, men söderut är den bergig. Runt Santa Ana Zirosto är det ganska tätbefolkat, med 75 invånare per kvadratkilometer. Närmaste större samhälle är Peribán de Ramos, 9,5 km väster om Santa Ana Zirosto. I omgivningarna runt Santa Ana Zirosto växer i huvudsak blandskog.